# Italia-Brasile 3-2
Italia-Brasile 3-2 è stato un incontro di calcio disputato tra le nazionali di Italia e Brasile, giocato allo stadio di Sarriá di Barcellona il 5 luglio 1982, durante il secondo turno eliminatorio del campionato mondiale di calcio di Spagna. Tale partita, considerata da alcuni come uno dei più grandi incontri di calcio di tutti i tempi, comportò l'eliminazione della nazionale brasiliana dalla competizione e venne definita dalla stampa verdeoro Tragedia del Sarriá.

## Antefatti

### Le due nazionali
La nazionale brasiliana si presentò al campionato mondiale come una delle compagini maggiormente accreditate alla vittoria finale, con il suo selezionatore, Telê Santana, che prediligeva un gioco decisamente offensivo e dinamico, che la stampa aveva soprannominato futebol bailado ("calcio ballato"). Peraltro tale impostazione di gioco era tipica del modo di intendere il calcio allora vigente in Brasile, dove veniva spesso stigmatizzato l'atteggiamento tattico difensivista di parecchie squadre europee.
(Paulo Roberto Falcão, Il manuale del calcio, 1982, pp. 194-195)

L'italiano Bruno Conti (a sinistra) e il brasiliano Paulo Roberto Falcão (a destra), compagni di squadra nella e punti fermi delle rispettive nazionali al mondiale di Spagna, qui insieme al loro tecnico in giallorosso, Nils Liedholm.

L'Italia si presentò, invece, all'appuntamento mondiale dopo un'annata molto opaca e senza grandi aspettative da parte di stampa e pubblico. Il calcio italiano, del resto, viveva ancora gli strascichi dello scandalo delle scommesse di due anni prima, che aveva coinvolto numerosi giocatori tra cui Paolo Rossi. Questi, pur avendo ricominciato a giocare solo da poche settimane dopo una squalifica biennale, era stato convocato per il mondiale dal commissario tecnico Enzo Bearzot, non senza suscitare polemiche, in luogo di Roberto Pruzzo, appena laureatosi capocannoniere della Serie A 1981-1982. L'atteggiamento dei giornalisti nei confronti della compagine italiana, molto duro, critico e spesso ai confini dell'irrisione, indusse Bearzot (su suggerimento dei giocatori) a richiedere il silenzio stampa, sia come forma di protesta verso i media nazionali, sia per meglio concentrarsi in vista degli incontri in programma.

### Primo turno
I brasiliani conclusero il primo girone della manifestazione a punteggio pieno, avendo sconfitto per 2-1 l'Unione Sovietica, per 4-1 la Scozia e per 4-0 la Nuova Zelanda. Queste prestazioni furono lodate dalla stampa di tutto il mondo per il livello di gioco mostrato dalla squadra, che aveva tra le sue file giocatori di primo piano come Cerezo, Zico, Falcão, Sócrates, Júnior ed Éder.
La nazionale italiana, invece, disputò una fase iniziale del mondiale tra molte polemiche, con tre partite risoltesi in tre pareggi: 0-0 contro la Polonia e 1-1 con Perù e Camerun. Giunse seconda nel proprio girone, qualificandosi al turno successivo, perché aveva segnato un gol in più dei camerunesi, a parità di punti e di differenza reti. Rossi, la cui convocazione aveva suscitato parecchie perplessità, si trovò in difficoltà nelle prime partite, mostrandosi avulso dal gioco, cosa che alimentò ulteriormente le critiche della stampa italiana, ma Bearzot continuò a schierarlo come titolare.

### Secondo turno
Al secondo turno del campionato del mondo l'Italia fu inserita con il Brasile e l'Argentina, campione del mondo in carica, in un girone a tre squadre delle quali solo la prima in classifica si sarebbe qualificata per le semifinali. Era un girone estremamente difficile, ma, nonostante tutti i pronostici la dessero per spacciata, l'Italia fornì nella partita contro gli argentini (giocata il 29 giugno al Sarriá) una buona prestazione, imponendosi per 2-1 (gol di Tardelli e Cabrini, a cui rispose Passarella nel finale con un gol assai contestato) e riuscendo a contenere l'avversario più pericoloso, Maradona, marcato stretto da Gentile. Tre giorni dopo si giocò sul medesimo campo l'incontro tra brasiliani e argentini, che vide i brasiliani imporsi per 3-1. Dopo le prime due partite, la classifica era dunque la seguente:
| Squadra   | P.ti | G | V | N | P | GF | GS | DR |
| --------- | ---- | - | - | - | - | -- | -- | -- |
| Brasile   | 2    | 1 | 1 | 0 | 0 | 3  | 1  | +2 |
| Italia    | 2    | 1 | 1 | 0 | 0 | 2  | 1  | +1 |
| Argentina | 0    | 2 | 0 | 0 | 2 | 2  | 5  | −3 |

Con l'Argentina ormai eliminata, restava da giocare solo la partita Italia-Brasile, dove ai sudamericani sarebbe bastato il pareggio per superare il turno, data la miglior differenza reti.

## La partita
(Enzo Bearzot, battuta rilasciata nel pomeriggio del 5 luglio 1982, prima della partita Italia-Brasile)

### Primo tempo
Il Brasile fece subito intendere che non si sarebbe certo accontentato di un pareggio, partendo subito all'attacco. Invece, dopo cinque minuti di gioco Cabrini, servito da Conti, lanciò un lungo traversone in area per Rossi, che colpì di testa e portò in vantaggio l'Italia. Al 12' il risultato fu riportato in parità grazie a Sócrates, che mise in rete tra il palo sinistro e Zoff dopo essere stato servito con un passaggio smarcante da Zico, riuscito in precedenza a liberarsi della marcatura di Gentile con una serie di dribbling.

Da sinistra: l'italiano Paolo Rossi e il brasiliano Zico, tra i protagonisti della sfida del Sarriá, qui ritrovatisi nel 1983 con le maglie, rispettivamente, di e.

Nonostante il Brasile fosse virtualmente qualificato per la semifinale, continuò a tentare di portarsi in avanti, ma i tentativi vennero contrastati dal centrocampo azzurro, in particolare dal mediano Oriali e dai difensori Scirea e Gentile, che marcava con decisione Zico. Al 25' Rossi approfittò di un passaggio eccessivamente corto di Cerezo davanti all'area brasiliana, prese la palla e, involatosi verso la porta avversaria, mise in rete: 2-1 per l'Italia. Poco prima della fine del primo tempo avvenne la prima sostituzione della partita, con il diciottenne Bergomi che prese il posto di Collovati, infortunatosi a una caviglia.

### Secondo tempo
Nella ripresa il CT brasiliano Santana provò a spostare il baricentro della squadra, avanzando Júnior a centrocampo. Al 55' Zoff fu protagonista di una tempestiva uscita su Cerezo, lanciato a rete. Al 59' l'Italia sciupò una palla gol con Rossi che, servito da Graziani, si sbilanciò mandando la palla a lato. Lo scampato pericolo scosse i brasiliani che, dopo due tentativi da lontano da parte di Éder sventati da Zoff, arrivarono al pareggio al 68' con Falcão: ricevuto un pallone da Júnior e liberatosi di Conti in dribbling, il centrocampista brasiliano approfittò di un movimento sulla sua destra di Cerezo e finse di passargli la palla. Questo portò a un movimento simultaneo di Tardelli, Scirea e Cabrini in quella direzione, sicché Falcão si trovò davanti alla porta e libero da marcature. Il suo tiro, impercettibilmente deviato da Bergomi, divenne imprendibile per Zoff, e il punteggio si portò così sul 2-2. In questo modo la qualificazione passò ancora dalla parte dei brasiliani, con l'Italia nuovamente costretta ad attaccare.
Dopo un intervento di Zoff in anticipo su Paulo Isidoro, al 74' l'Italia ottenne, grazie a un retropassaggio di testa da parte di Cerezo, l'unico calcio d'angolo a favore della partita. Sulla bandierina andò Conti: il tiro fu intercettato di testa da Oscar (che in quel frangente fu in parte ostacolato da Socrates, che saltò insieme a lui nel tentativo di allontanare di testa la palla), ma finì sui piedi di Tardelli, il cui tiro in porta fu corretto da Rossi, che portò il punteggio sul 3-2. I verdeoro, a quel punto, si riversarono all'attacco nel tentativo di pareggiare. A due minuti dal termine l'Italia riuscì anche a segnare una quarta volta con Antognoni, ma l'arbitro annullò per un fuorigioco rivelatosi in realtà inesistente. All'89' Zoff con un ottimo intervento riuscì a parare sulla linea di porta un colpo di testa di Oscar da distanza ravvicinata. La partita terminò dopo poco più di un minuto di recupero.

## Tabellino
| Arbitro: | Abraham Klein |

|                    |           |                         |
| Rossi 5’, 25’, 74’ | Marcatori | 12’ Sócrates 68’ Falcão |

| Italia | Brasile |

| Italia (4-4-2) |    |                     |     |     |
|                |    |                     |     |     |
| P              | 1  | Dino Zoff           |     |     |
| D              | 4  | Antonio Cabrini     |     |     |
| D              | 5  | Fulvio Collovati    |     | 34’ |
| D              | 6  | Claudio Gentile     | 13’ |     |
| D              | 7  | Gaetano Scirea      |     |     |
| C              | 9  | Giancarlo Antognoni |     |     |
| C              | 13 | Gabriele Oriali     | 78’ |     |
| C              | 14 | Marco Tardelli      |     | 75’ |
| C              | 16 | Bruno Conti         |     |     |
| A              | 19 | Francesco Graziani  |     |     |
| A              | 20 | Paolo Rossi         |     |     |
| Sostituzioni:  |    |                     |     |     |
| D              | 3  | Giuseppe Bergomi    |     | 34’ |
| C              | 11 | Giampiero Marini    |     | 75’ |
| CT:            |    |                     |     |     |
| Enzo Bearzot   |    |                     |     |     |

| Brasile (4-3-3) |    |               |  |     |
|                 |    |               |  |     |
| P               | 1  | Valdir Peres  |  |     |
| D               | 2  | Leandro       |  |     |
| D               | 3  | Oscar         |  |     |
| D               | 4  | Luizinho      |  |     |
| D               | 6  | Júnior        |  |     |
| C               | 5  | Cerezo        |  |     |
| C               | 8  | Sócrates      |  |     |
| C               | 10 | Zico          |  |     |
| A               | 11 | Éder          |  |     |
| A               | 15 | Falcão        |  |     |
| A               | 9  | Serginho      |  | 69’ |
| Sostituzioni:   |    |               |  |     |
| A               | 7  | Paulo Isidoro |  | 69’ |
| CT:             |    |               |  |     |
| Telê Santana    |    |               |  |     |

| Guardalinee: Thomson Chan Tam-Sun Bogdan Dochev |

### Classifica finale del girone
| Squadra   | P.ti | G | V | N | P | GF | GS | DR |
| --------- | ---- | - | - | - | - | -- | -- | -- |
| Italia    | 4    | 2 | 2 | 0 | 0 | 5  | 3  | +2 |
| Brasile   | 2    | 2 | 1 | 0 | 1 | 5  | 4  | +1 |
| Argentina | 0    | 2 | 0 | 0 | 2 | 2  | 5  | −3 |

## Conseguenze
- La vittoria sul Brasile, oltre a dare la qualificazione per le semifinali, fece cambiare opinione sulle possibilità dell'Italia, che da "cenerentola" del girone iniziò a essere indicata come la favorita per la vittoria finale (che sarebbe poi effettivamente arrivata sei giorni dopo). Al termine della gara i giudizi non poterono che essere unanimemente entusiastici: Paolo Rossi venne totalmente riabilitato (non senza qualche imbarazzo da parte di chi l'aveva attaccato fino al giorno prima) e Bruno Conti venne definito da Pelé il miglior giocatore del campionato del mondo. In Italia ebbero luogo nelle strade cortei e caroselli con bandiere tricolori fino a notte inoltrata, fatti che non accadevano dai tempi di Messico '70. Il successo azzurro arricchì inoltre enormemente i bookmaker, giacché l'Italia era partita nettamente sfavorita alla vigilia.
- In Brasile la sconfitta assunse i contorni del dramma, con la stampa locale che ribattezzò immediatamente la disfatta come tragedia del Sarriá, in quanto simile per molti aspetti al Maracanazo del 1950. La Federazione calcistica brasiliana diede la responsabilità della sconfitta alla condotta di gara poco prudente dell'allenatore Santana (accusato di voler cercare la vittoria quando un pareggio sarebbe bastato a passare il turno), nonché ad alcuni giocatori, in particolare il portiere Valdir Peres, ritenuto inadeguato al ruolo e da quel momento mai più convocato. Santana venne sollevato dall'incarico, ma fu poi richiamato per il campionato del mondo del 1986.
- Secondo il giocatore Zico, che prese parte all'incontro, Italia-Brasile ebbe una notevole (e negativa) influenza sull'evoluzione del calcio nel mondo, poiché portò alla fine del futebol bailado in Brasile, per andare invece verso tattiche più "europee", basate sulla distruzione del gioco dell'avversario e sul fallo sistematico. Secondo Paolo Rossi, invece, tale partita fu una lezione di cui i brasiliani fecero tesoro, imparando a giocare con maggiore attenzione alla difesa pur senza rinunciare allo spettacolo, cosa che consentì loro in seguito di ottenere altri successi nel campionato mondiale.[7]
- Lo stadio di Sarriá, diventato simbolo di questa partita storica per i tifosi italiani, verrà poi demolito nel 1997, sostituito da alcuni edifici residenziali e un parco.[8]

## Nella cultura di massa
- Nel 2002 Davide Enia scrisse e portò in scena il monologo teatrale Italia-Brasile 3 a 2, poi pubblicato in volume nel 2010.
- Nel 2013, in vista del campionato del mondo di Brasile 2014, VISA realizzò uno spot pubblicitario, interpretato dallo stesso Rossi, incentrato su questa partita.[9] Lo spot mostra un barbiere brasiliano che incontra per caso il calciatore italiano e, riconosciutolo, ricorda il giorno della partita e la propria tristezza per l'eliminazione della nazionale brasiliana; per la rabbia strappa dal proprio album di figurine quella del giocatore azzurro, mentre una folla vicina a lui getta a terra il televisore dopo il terzo gol di Rossi. Ritornato in sé, il barbiere scambia un cenno d'intesa e un sorriso con il calciatore italiano.[10]
- Nel 2019 esce il libro La partita. Il romanzo di Italia-Brasile di Piero Trellini, il cui racconto risale molti anni indietro rispetto al pomeriggio del 5 luglio 1982, percorrendo quindi il retroterra storico federale e sportivo, parallelamente alle storie di molti dei protagonisti, per approdare poi al mondiale spagnolo, alla trattazione minuta dell'incontro del Sarriá e alle sue conseguenze.